# Richard Beckinsale
Richard Beckinsale (6 de julio de 1947–19 de marzo de 1979) fue un actor inglés, conocido sobre todo por su papel de Lennie Godber en la popular sitcom televisiva de la BBC Porridge, así como por el de Alan Moore en otra sitcom británica, Rising Damp'.
Fue el padre de las actrices Samantha Beckinsale y Kate Beckinsale.

## Primeros años
Su nombre completo era Richard Arthur Beckinsale, y nació en Nottingham, Inglaterra. Su padre, Arthur John Beckinsale era de sangre birmana, y su madre, Maggie Barlow, era inglesa. Abandonó sus estudios en la escuela secundaria Alderman White a los 15 años, con la intención de hacerse actor, aunque en un principio debió mantenerse cumpliendo con diferentes trabajos manuales hasta el momento de empezar a estudiar clases de interpretación en Nottingham. Finalmente consiguió entrar a estudiar en la Royal Academy of Dramatic Art, convirtiéndose en actor profesional en 1968. Después se trasladó a Crewe para empezar a trabajar en el teatro de repertorio, debutando en la televisión en 1969 interpretando a un oficial de policía en Coronation Street.

## Estrella televisiva de la década de 1970
Beckinsale consiguió su primer papel protagonista en 1970, interpretando a Geoffrey en la sitcom The Lovers, junto a Paula Wilcox. El show fue un relativo éxito, y sirvió para dar a conocer a la pareja protagonista. Además, como muchas series de la época, motivó una versión cinematográfica.
Después actuó al mismo tiempo en dos de las sitcom de mayor éxito de la televisión británica. Para la Independent Television (ITV) interpretó al estudiante de medicina Alan Moore en Rising Damp (votada como la mejor sitcom en 2004), a la vez que protagonizaba Porridge. Poco después de cumplir 30 años, Beckinsale participó en el show This Is Your Life, presentado por Eamonn Andrews.
Beckinsale dejó Rising Damp en 1977, el mismo año en que Porridge llegaba a su final. Posteriormente trabajó con Barker en Going Straight, una spin-off de Porridge.
A comienzos de 1979, Beckinsale rodó una versión cinematográfica de Porridge, que fue el último trabajo que pudo completar ese año.

## Fallecimiento y vida privada
Una vez finalizado el rodaje de la versión cinematográfica de Porridge, Beckinsale empezó a trabajar en la serie de la BBC Bloomers, además de preparar el inicio del film Bloody Kids. Según sus compañeros de reparto en Bloomers, durante la grabación del primer episodio sufrió mareos y tuvo un desmayo. Además, cada vez se encontraba más cansado en el rodaje, lo cual se achacaba a que trabajaba al mismo tiempo en otros proyectos.
Finalmente, la mañana del 20 de marzo fue encontrado muerto en su cama, en su domicilio en Sunningdale, Inglaterra. La muerte parece ser que fue debida a un infarto agudo de miocardio sobrevenido mientras dormía. Sus restos fueron incinerados en el Crematorio Mortlake de Londres.
A causa de su muerte, hubo que variar el reparto de Bloody Kids. Tres días después de su fallecimiento, Going Straight ganó un premio BAFTA.
Beckinsale se casó dos veces — primero con Margaret Bradley, con quien tuvo una hija, Samantha Beckinsale (también actriz), en 1966. Se divorciaron en 1971, y en 1977 se casó con Judy Loe, cuatro años después de que naciera su otra hija, la también actriz Kate Beckinsale. 

## Papeles televisivos
| Año               | Título                  | Papel              |
| ----------------- | ----------------------- | ------------------ |
| 1970 to 1971      | The Lovers              | Geoffrey Scrimgeor |
| 1974 to 1977      | Rising Damp             | Alan Moore         |
| 1974 to 1977 1978 | Porridge Going Straight | Lennie Godber      |
| 1979              | Bloomers                | Stan               |